# Flughafen Constantine

i7
i11
i13
Der Flughafen Constantine – Mohamed Boudiaf (französisch Aéroport de Constantine - Mohamed Boudiaf, arabisch مطار قسنطينة - محمد بوضياف, IATA-Code: CZL, ICAO-Code: DABC) ist der Regionalflughafen der Stadt Constantine in Algerien. Die amtliche Bezeichnung ist Constantine Mohamed Boudiaf. Die meisten Ziele zu anderen Orten Algeriens sowie Ziele in Europa werden von der Fluglinie Air Algérie angeflogen. Neben Air Algérie fliegen auch Turkish Airlines, Saudiaa und Wamos Air den Flughafen an (Stand: Dezember 2023). Betreiber ist die EGSA. Der Flughafen verfügt über zwei Asphalt-Start- und Landebahnen. Dabei ist die Runway 14/32 mit einem Instrumentenlandesystem ausgerüstet, dadurch sind auch bei schlechten Sichtbedingungen Präzisionsanflüge möglich. Das Abfertigungsgebäude hat eine überbaute Fläche von rund 15.000 m².

## Geschichte
Der Flugplatz wurde 1943 als Constantine Airfield von der United States Army während des Zweiten Weltkrieges gebaut. 1944 wurde der Platz an die algerische Regierung übergeben und von den Flugzeugen des Air Transport Command auf der nordafrikanischen Route bis zum Ende des Krieges durch die United States Army Air Forces genutzt.

## Zwischenfälle
- Am 31. Januar 1999 überschoss eine Boeing 727-2D6 der Air Algérie (Luftfahrzeugkennzeichen 7T-VEH) das Ende der Landebahn. Von den 99 Personen an Bord wurde keine verletzt. Das Flugzeug wurde als Totalschaden abgeschrieben.[6]

- Am 11. Februar 2014 stürzte eine Lockheed C-130 der Algerischen Luftstreitkräfte (7T-WHB) aus ungeklärten Ursachen beim Landeanflug auf den Flughafen Constantine ab. Bei dem Unfall starben 77 Menschen (siehe auch Flugunfall bei Constantine).[7]